# Palle Fischer
Palle Fischer (8. marts 1928 – 23. april 1984) var en dansk forfatter.
Palle Fischer debuterede i 1963 med romanen Skal vi gifte os med Miss Simpson? Hans meste kendte roman var Den store badedag, der i 1991 blev filmatiseret af Stellan Olsson med Erik Clausen i hovedrollen.
Palle Fischer modtog i 1980 Herman Bangs Mindelegat og i 1981 Statens Kunstfonds produktionspræmie.
Palle Fischer var i en årrække gymnasielærer på Sortedam Gymnasium.